# ウォリアー (テレビドラマ)
『ウォリアー』（Warrior）は、2019年4月5日にCinemaxで初放送されたアメリカのアクション・テレビドラマ・シリーズである。ブルース・リーの原案・原作をもとに、彼の娘であるシャノン・リーと映画監督ジャスティン・リンが製作総指揮を務めている。Cinemaxのオリジナルシリーズ『バンシー』で知られるジョナサン・トロッパーがショーランナーを務めている。
2019年4月、Cinemaxは同シリーズのシーズン2の制作を発表し、2020年10月2日に初放送された。この作品は、Cinemaxがオリジナル番組の制作を中止する前の最後のシリーズとなった。
2021年4月、シーズン3の製作と、同シリーズのHBO Max（後にMaxと改称）への移籍が発表された。シーズン3は2023年6月29日に新エピソード3話がMaxで初放送された。2023年12月、同シリーズはシーズン3で打ち切りとなった。

## 概要
1870年代後半のサンフランシスコで起こった堂闘を舞台に、姉を探して中国から移住した武術の天才、ア・サームが、チャイナタウンで最も強力な堂 (秘密結社)に売られることになるストーリー。

## 登場人物
※括弧内は日本語吹替

### メイン・キャスト
- ア・サーム - アンドリュー・小路[12]（森宮隆） : 数年前に移住した姉のシャオジンを探すためにサンフランシスコに向かった、仏山出身の武術家。
- ア・トイ - オリヴィア・チェン（英語版）[12]（木下紗華） : チャイナタウンで娼館を経営するバイセクシャル・マダム。道術を操ることに長けている。
- ヤング・ジュン - ジェイソン・トビン（英語版）[12]（内田岳志） : 「ホップ・ウェイ」の首領であるファーザー・ジュンの息子で、後継者。ア・サームを気に入り、右腕に据える。ナイフの扱いに長けている。
- マイ・リン - ダイアン・ドーン[12]（うえだ星子） : ホップ・ウェイと対立する「ロン・ジー」の首領の妻。ア・サームの姉で本名はシャオジン。弟の命を救うために武将スン・ヤンと結婚を余儀なくされ、夫の虐待から逃れるために中国を脱出。ロン・ジーの事実上のリーダー。
- ビル “ビッグ・ビル” オハラ - キーラン・ビュー（英語版）[12]（高岡瓶々） : アイルランド人警察官で、チャイナタウンの警備班長。南北戦争の北軍兵士だったディラン・リアリーとは旧知の仲。ギャンブル依存症で、堂の中国人やアイルランド系労働者たちとトラブルを起こすことが多い。
- ディラン・リアリー - ディーン・ジャガー[12]（板取政明） : 南北戦争の退役軍人、労働組合員で、アイルランド系暴徒たちのリーダー。中国人を憎んでおり、アイルランド人のためにあるはずの仕事を奪っていると批難している。
- ペネロペ・ブレイク - ジョアンナ・ヴァンダーハム（英語版）[12]（清水はる香） : サンフランシスコ市長サミュエル・ブレイクの妻。父親の会社を経営破綻から救うために結婚したが、夫とはうまくいっていない。暴漢に襲われたところをア・サームに助けられ、恋に落ちる。
- リチャード・ヘンリー・リー - トム・ウェストン＝ジョーンズ（英語版）[12] : ジョージア州サバンナ出身の新米警察官。家族が南部連合のために戦ったため、北軍の退役軍人であるアイルランド人の同僚たちから嫌われている。南部出身であるにもかかわらず、同僚たちに比べて人種に寛容である。
- ワン・チャオ - フーン・リー（英語版）[12]（山本格） : 堂やサンフランシスコ警察のために、さまざまな禁制品を入手する闇商人。そのコネクションから、堂の全領土を自由に行き来し、堂の仲介役も務める。キューバで奴隷にされていた時期がある。
- ウォルター・フランクリン・バックリー - ラングレー・カークウッド（英語版）[12]（東明弘） : サンフランシスコの副市長。マイ・リンと密かに共謀し、ホップ・ウェイとロン・ジーの抗争を引き起こそうとする。
- サミュエル・ブレイク - クリスチャン・マッケイ[12]（ふくまつ進紗） : サンフランシスコ市長で、ペネロペの夫。有権者の支持を得るために反中国的な考えを持ちながらも、密かにア・トイの娼館に通い、中国人の男娼と女娼にサービスを受けている。
- ファーザー・ジュン - ペリー・ユン[12]（木村雅史） : ホップ・ウェイの首領で、ヤング・ジュンの父親。
- リー・ヨン - ジョー・タスリム[12] : ロン・ジーの用心棒を務める凄腕の武術家。ア・サームの最大のライバルであり、マイ・リンの恋人でもある。
- ジン - ダスティン・ヌエン（英語版）[13] : ロン・ジーと同盟関係にある「ファン・ハイ」の新しい首領。
- ソフィ・マーサー - セリーヌ・バッケンズ[14] : ペネロペの妹。無鉄砲な性格で、リアリーの気を引こうとする。
- ネリー・ダヴェンポート - ミランダ・レーゾン（英語版）[14] : 裕福な未亡人で、中国人移民、特に娼婦に避難を勧めている。ア・トイと恋愛関係になる。
- ホン - チェン・タン（英語版）[14] - ホップ・ウェイの武力を補強するため中国本土から新たに雇われた若き闘士。ゲイであることを揶揄された彼を擁護したヤング・ジュンやア・サームとすぐに打ち解け、行動を共にするようになる。ネックレスにしている鎖で戦うことが多い。
- ロザリータ・ヴェガ - マリア＝エレナ・ラース（英語版）[14] : ア・サームが頻繁にトーナメントに出場している、バーバリー・コーストで違法闘技場を運営するメキシコ人女性。
- ヤン・ミー - チェルシー・ミュアヘッド：印刷屋の娘。ア・サームを助けることでホップ・ウェイに対する父の借金を清算しようとする。[15]
- コン・パク - マーク・ダカスコス：ロン・ジーに吸収されたジャン・ヤオの元リーダーで、リー・ヨンの旧友。[15]
- ダグラス・ストリックランド - アダム・レイナー：ネリーの土地に建設する契約をアメリカ政府と交わした鉄道王。[16]

### リカーリング・キャスト
- ルーシー・オハラ - エミリー・チャイルド : ビルの妻。
- バイロン・マーサー - グラハム・ホプキンス : ペネロペとソフィの父。
- ロン・ジー - ヘンリー・ユーク（佐々木薫） : ロン・ジーの年配の首領。
- ラッセル・フラナガン - デヴィッド・バトラー : サンフランシスコ警察署長。
- ボロ - リッチ・ティン[17] : ファーザー・ジュンに救われた、元鉄道労働者（苦力）で地下闘士だった男。 ホップ・ウェイの主戦力であり、暗殺者でもある。
- ジャック・デイモン - ブレンダン・ショーン・マーレイ : ファン・ハイで働くアイルランド人の借金取り。
- ジェイコブ - ケネス・フォク : ペネロペ・ブレイクの中国人召使い。
- ライ - ジェニー・ウンバウ : 山東省出身の少女で、ア・トイの任務の補佐をする。ア・トイと同じく、道術に長けている。
- ストーン - ロバート・ホッブス : ビルの部下でチャイナタウンをパトロールしている警察官。
- ハリソン - ニコラス・ポーリング : ビルの部下でチャイナタウンをパトロールしている警察官。
- ロバート・クレストウッド - パトリック・バラディ : 大統領を目指している反中国の上院議員。
- ライモン・メリウェザー - アンドレ・ジェイコブス : 市長と頻繁に取引する裕福なビジネスマン。
- レナード・パターソン - フランク・ローテンバッハ : ア・トイが土地を購入する際にフロントマンとして活躍する実業家。
- アビゲイル - ガオシ・ラディソロ : リーを誘惑して薬物を与え、後に彼と恋愛関係になるアフリカ系アメリカ人のバーテンダー。また、ジョージア出身のリーの亡き恋人ノラ役も演じている。
- クライド・ニコルズ - エマニュエル・カスティス : マイ・リンがバックリーの情報を集めるために雇った元ピンカートン探偵社のエージェント。

## エピソード
| シーズン | シーズン | 話数 | 話数 | 放送期間      | 放送期間      | 放送期間 |
| シーズン | シーズン | 話数 | 話数 | 初回放送      | 最終回放送    | 放送局   |
| -------- | -------- | ---- | ---- | ------------- | ------------- | -------- |
|          | 1        | 10   | 10   | 2019年4月5日  | 2019年6月7日  | Cinemax  |
|          | 2        | 10   | 10   | 2020年10月2日 | 2020年12月4日 | Cinemax  |
|          | 3        | 10   | 10   | 2023年6月29日 | 2023年8月17日 | Max      |

### シーズン 1 (2019)
| 通算 話数 | シーズン 話数 | タイトル                                                                 | 監督             | 脚本                          | 放送日        | U.S.視聴者数 (百万人) |
| --- | ------------- | ------------------------------------------------------------------------ | ---------------- | ----------------------------- | ------------- | --------------------- |
| 1 | 1             | "目にしみる玉ねぎ" "The Itchy Onion"                                     | Assaf Bernstein  | ジョナサン・トロッパー        | 2019年4月5日  | 0.157                 |
| 中国からの船がサンフランシスコに到着する。入国審査官に暴力をふるわれていた他の中国人移民をかばったア・サームは、入国審査官3人を一瞬で倒す。その一部始終を目撃していた闇市のセールスマン、ワン・チャオによって、ア・サームはホップ・ウェイに売られてしまう。一方、警察官のリチャード・リーは、中国人労働者2人を殺害したアイルランド人2人組を逮捕する。被害者2人の雇用主であるライモン・メリウェザーは、サミュエル・ブレイク市長に労働者を保護するよう圧力をかける。これを受けて市長は、ベテラン警官ビル・オハラを指揮官とするチャイナタウン警備班を発足させ、リーもこれに参加する。ファーザー・ジュンの息子、ヤング・ジュンは、敵対するロン・ジー一味に娼館から誘拐されそうになるが、ア・サームが助ける。その後、ア・サームはロン・ジーの用心棒であるリー・ヨンと出会い、彼の姉がロン・ジーの首領の妻となってマイ・リンと名乗っていることを知る。取り乱したア・サームは娼館を訪れ、女主人のア・トイと寝る。ア・サームが眠っている間に、ア・トイは最近保釈された2人のアイルランド人を殺害する。同じ夜、マイ・リンは副市長のウォルター・バックリーに密かに会う。                                                            |               |                                                                          |                  |                               |               |                       |
| 2 | 2             | "聖書に「中国」は存在しない" "There's No China in the Bible"             | Loni Peristere   | ジョナサン・トロッパー        | 2019年4月12日 | 0.114                 |
| ホップ・ウェイに隠れてアヘンを密輸しようとしたロンジー一味は、買収された警官がホップ・ウェイに密告したために殺される。この攻撃にもかかわらず、ロン・ジーはホップ・ウェイと同盟を結び、中国人排斥法が成立する前にチャイナタウンの堂を統一することを望む。しかし、マイ・リンが密かに副市長と手を組み、堂の抗争を煽っていることは知らない。市長の妻ペネロペは、酔っ払ったアイルランド人2人に襲われているところをア・サームに助けられる。しかし、ア・サームはペネロペとリーの抗議にもかかわらず、ビルによって逮捕されてしまう。ペネロペは市長に助けを求めるが、市長は支援を拒否する。ペネロペは刑務所を訪れ、警察に事実を説明するようア・サームに懇願するが、警察は腐敗した人種差別主義であるだけでなく、ア・トイに殺された2人のアイルランド人の罪を自分になすりつけようとしているので説明しても無駄だとわかっている彼はそれを拒否する。一方、ア・トイはロン・ジーの情報提供者だった娼婦の舌を切り落とし、リー・ヨンはホップ・ウェイに密告した警察官を殺害する。 |               |                                                                          |                  |                               |               |                       |
| 3 | 3             | "ジョン・チャイナマン" "John Chinaman"                                   | Loni Peristere   | Adam Targum                   | 2019年4月19日 | 0.146                 |
| ア・サームは、法廷で2人のアイルランド人を襲撃したという濡れ衣を着せられる。アイルランド系暴徒のボス、ディラン・リアリーは刑務所にいるア・サームを攻撃するために部下を送り込むが、ア・サームは彼らを打ち負かす。ア・サームはビルがアイルランド系暴徒に手を貸したことを罵倒し、ビルはア・サームに対する見方を改めさせる。翌日、マイ・リンに家族を殺すと脅されたアイルランド人が出廷しなかったため、ア・サームに対する告訴は取り下げられる。そのため怒った暴徒が形成され、市長は堂に対する迅速な処置を約束して鎮圧する。ア・サームはビルとワン・チャオの助けを借りて裁判所から抜け出す。ワン・チャオはア・サームにマイ・リンからのサンフランシスコを去るようにというメッセージを伝える。ア・サームはホップ・ウェイに戻って歓迎されるが、その後、ファーザー・ジュンから罰を受ける。その夜、ア・サームはペネロペの家を訪れ、彼女は自分を助けてくれたことに感謝する。2人のアイルランド人が出廷しなかったことに怒ったリアリーは、2人とその家族の家に火をつけ、サンフランシスコを去るように命じる。 |               |                                                                          |                  |                               |               |                       |
| 4 | 4             | "ホワイト・マウンテン" "The White Mountain"                              | David Petrarca   | Kenneth Lin                   | 2019年4月26日 | 0.147                 |
| ビルは旧友で元警官のジャック・デイモンに殴られる。ジャックは警官を含むすべてのアイルランド人に借金を返済させるためにファン・ハイに雇われており、ビルに3週間の猶予を与えた。ア・サームとペネロペは互いに打ち明け合い、関係を持つようになる。リーは、警察がア・トイの娼館を奇襲した際に、ビルがア・トイから賄賂を受け取っているのを目撃し、ビルへの心証が悪くなる。マイ・リンはワン・チャオにファン・ハイの首領との会談をセッティングさせ、首領を毒で殺してしまう。しかし、彼の後継者であるジンは、彼女との同盟に同意する。バックリー副市長が反中国的なプロパガンダをマスコミに流す中、マイ・リンはア・サームに中国行きの船のチケットを渡し、堂の抗争が始まる前に国へ帰るように最後通告する。ア・サームはチケットを破って立ち去る。 |               |                                                                          |                  |                               |               |                       |
| 5 | 5             | "血と糞" "The Blood and the Shit"                                        | Kevin Tancharoen | Kenneth Lin                   | 2019年5月3日  | 0.138                 |
| ア・サームとヤング・ジュンは、ファーザー・ジュンにネバダ州からサンフランシスコまで棺を運ぶ仕事を任される。馬車の運転手は馬が疲れていて日暮れ前に目的地に着けないと乗客に告げ、彼らは元中国人労働者とそのアメリカ人妻が経営する酒場に一晩泊まることを余儀なくされる。滞在中、ヤング・ジュンはこの酒場で働くアメリカ先住民の娼婦、ワンケイアと恋に落ちる。その後、酒場はハーラン・フレンチ率いる無法者の一味に襲われるが、ア・サームとヤング・ジュンが一味を撃退したため、ハーランは逃亡を余儀なくされる。ア・サームは、棺桶の中の死体には密輸された金塊が詰められており、それがハーランの真の標的であることを突き止める。ハーランが仲間を引き連れて復讐にやってくることを知ったア・サームとヤング・ジュンは、酒場の主人や他の乗客たちと協力して、彼らに立ち向かう。その夜、ハーランの一味は酒場を襲撃するが、撃退される。翌朝、ア・サームとヤング・ジュンは酒場の主人らに別れを告げ、馬に乗ってサンフランシスコに戻る。 |               |                                                                          |                  |                               |               |                       |
| 6 | 6             | "砕け、吐け、潰せ" "Chewed Up, Spit Out and Stepped On"                  | David Petrarca   | Evan Endicott & Josh Stoddard | 2019年5月10日 | 0.090                 |
| チャイナタウンの旧正月のパレード中に起きたファーザー・ジュンの暗殺未遂事件は、白人女性を含む多くの人々が死亡する事態になった。中国人排斥法を支持し、次期大統領を狙うロバート・クレストウッド上院議員は、白人女性の死を宣伝に利用し、中国人に対してより厳しい法律を制定するよう支持を集める。ヤング・ジュンはワン・チャオから、ファーザー・ジュンが襲われたのはファン・ハイとその新たな同盟者であるロン・ジーによるものだと知らされる。報復のため、ヤング・ジュンとア・サームとボロはファン・ハイの賭場を襲撃し、ロン・ジーに警告する。その後、ロン・ジーは回復したファーザー・ジュンに会い、部下の行為を謝罪し、報いを受けるので停戦協定に同意してほしいと依頼する。しかし、ファーザー・ジュンはファン・ハイと組む限り和解はないと告げ、ロン・ジーはファーザー・ジュンが自分を殺そうとしていることを悟る。一方、ビルはリアリーにデイモンへ借金の返済期限を延ばすよう話してほしいと頼み、デイモンがファン・ハイの手先であることを知ったリアリーはそれを承諾する。リアリーはデイモンに殴り合いを挑み、中国人に加担した罰として残忍な暴行を加え、ビルに家族を守るためにデイモンを殺すよう迫り、ビルは心に傷を負ってしまう。 |               |                                                                          |                  |                               |               |                       |
| 7 | 7             | "虎と狐" "The Tiger and the Fox"                                         | Lin Oeding       | ブラッド・ケイン              | 2019年5月17日 | 0.144                 |
| ペネロペの父バイロン・マーサーは、ペネロペに市のケーブルカーの契約が取れなければ一家の会社が倒産すると明かす。ジョージア州から来たバウンティハンターが、指名手配されているリーの逮捕に協力すれば懸賞金を山分けするとビルに持ちかける。ビルはリーと対面し、リーは黒人の恋人ノラを殺害したいとこを殺したと告白する。それを聞いたビルはバウンティハンターを街から追放し、戻ってきたら殺すと脅す。ファーザー・ジュンがロン・ジーとマイ・リンを殺すためにボロを送ったと知ったア・サームは、二人の隠れ家に駆けつけ、ボロと戦い、ボロは死んでしまう。マイ・リンはア・サームに逃げるように言った後、ロン・ジーを殺し、ホップ・ウェイへの復讐を約束する。ア・トイは、自分と同じ村出身のライという少女を人身売買人のザンから買い取る。翌朝、ボロとロン・ジーの二人の死の知らせがチャイナタウンに届き、ホップ・ウェイとロン・ジー一味は仇を討つために抗争の準備をする。 |               |                                                                          |                  |                               |               |                       |
| 8 | 8             | "彼らは考えるのに十分なだけ払わない" "They Don't Pay Us Enough to Think" | Lin Oeding       | Evan Endicott & Josh Stoddard | 2019年5月24日 | 0.105                 |
| チャイナタウンの堂の抗争は多くの死傷者を出し、ブレイク市長はクレストウッド上院議員の反中国的な取り組みを支持せざるを得なくなる。チャイナタウン・ビジネス・アソシエーションのラオ・ティンは、ファーザー・ジュンとマイ・リンの会談を呼びかけ、両者の抗争を終わらせる。両者は、双方の格闘家による決闘で決着をつけることに合意する。ホップ・ウェイが勝てば現状維持、ロン・ジーが勝てば領内でのアヘン輸送が許可される。ア・サームはホップ・ウェイの代表としてこの決闘に参加することを承諾するが、ペネロペに関係を絶たれ、意気消沈する。一方、不動産王のビクター・ティモンズとそのパートナー、ランス・マコーミックは、ア・トイとビジネスパートナーのレナード・パターソンを脅迫し、土地を購入させる代わりに、さらに金をゆすり取ろうとする。ティモンズはパターソンに、ア・トイを裏切って自分の仲間になるよう迫る。ア・トイはティモンズを殺し、その死体を海に投げ捨てる。 |               |                                                                          |                  |                               |               |                       |
| 9 | 9             | "チャイニーズボクシング" "Chinese Boxing"                                | Loni Peristere   | ジョナサン・トロッパー        | 2019年5月31日 | 0.176                 |
| リー・ヨンとア・サームの決闘は最終的にリー・ヨンが勝利し、ロン・ジーが彼らの領土でアヘンを取引できるようになる。ファーザー・ジュンによってホップ・ウェイから追放されたア・サームは、ア・トイに引き取られ、看護される。朦朧とする意識の中で、少年時代に姉からリー・チャン師匠を紹介され、カンフーの訓練を受けたことを回想する。ア・トイは、マイ・リンが自分をリングで死なせるためにどのように計画したかをア・サームに知らせる。その後、ア・サームはペネロペとヤング・ジュンの訪問を受け、ヤング・ジュンから他の堂に参加することは許されないと告げられる。一方、バックリー副市長はバイロンに、ケーブルカーは他の業者の方が安い値段で落札したと嘘をつく。このためバイロンは、アイルランド人だけを雇うというリアリーとの約束を反故にし、代わりに安い中国人労働者を雇うことにする。借金を返さないビルにメッセージを送るため、ファン・ハイはリーを襲う。 |               |                                                                          |                  |                               |               |                       |
| 10 | 10            | "頭を下げるなら、深く頭を下げろ" "If You're Going to Bow, Bow Low"       | Loni Peristere   | ジョナサン・トロッパー        | 2019年6月7日  | 0.117                 |
| 落ち込んだア・サームはペネロペの父の工場で苦力として働き始める。罪悪感に苛まれるビルは、病院で昏睡状態のリーを見守りながら、ファン・ハイへの報復を誓う。しかし、ジンはもう家族や同僚を狙わない代わりに、ファン・ハイで債権回収の仕事をするようビルに取引を持ちかける。ファン・ハイが警官を襲って警察の介入を招いたことを知ったマイ・リンは、ジンに詰め寄る。ジンはアヘン売買のためにマイ・リンと手を組んだだけと明かし、ロン・ジー本部をファン・ハイの構成員で包囲して同盟の再交渉を迫る。ヤング・ジュンはア・サームにホップ・ウェイに戻るよう誘うが、拒否される。リアリーとその部下がバイロンの工場を襲撃したとき、ア・サームは反撃に出る。ア・サームはリアリーと格闘するも、警察の到着により中断される。その後、リアリーの襲撃により心臓発作を起こした父の会社をペネロペが管理することになる。ビルとリーはチャイナタウンのパトロールを続け、ア・サームはホップ・ウェイに再び加わる。 |               |                                                                          |                  |                               |               |                       |

### シーズン 2 (2020)
| 通算 話数 | シーズン 話数 | タイトル                                                            | 監督                   | 脚本                                                   | 放送日         | U.S.視聴者数 (百万人) |
| --- | ------------- | ------------------------------------------------------------------- | ---------------------- | ------------------------------------------------------ | -------------- | --------------------- |
| 11 | 1             | "因縁の焔" "Learn to Endure, or Hire a Bodyguard"                   | ジョナサン・トロッパー | ジョナサン・トロッパー                                 | 2020年10月2日  | 0.067                 |
| 武術の腕を磨くため、ア・サームはメキシコ人実業家ロザリータ・ヴェガが経営するバーバリ―・コーストの闘技場へ入る。そこでア・サームは、反中国のヘイト集団「テディ・ボーイズ」と出会う。ビルの反対を押し切り、ジンは報酬を提示した上でファン・ハイの借金取りとして働き続けるよう説得する。リアリーはペネロペの妹のソフィと出会い、二人は心を通わせる。ブレイク市長とメリーウェザーはペネロペに父親の会社を売るよう圧力をかけるが、彼女は頑として譲らない。マイ・リン率いるロン・ジーによるチャイナタウンへの進出に怒ったヤング・ジュンは、父の方針に疑問を抱き、ホップ・ウェイを強化できるような単独事業を模索する。ア・トイとライとア・サームは、中国人移民をリンチしようとしたテディ・ボーイズの一団を殺害する。フラナガン署長はビルとリーに殺人犯を捜すよう迫り、ワン・チャオの店を捜索する。その後、リアリーは中国人労働者を雇っている工場の倉庫を爆破する。 |               |                                                                     |                        |                                                        |                |                       |
| 12 | 2             | "チャイニーズ・コネクション" "The Chinese Connection"               | David Petrarca         | ブラッド・ケイン                                       | 2020年10月9日  | 0.073                 |
| ロザリータの助けを借りて、ヤング・ジュンとア・サームは地元の麻薬密輸業者ハッピー・ジャックと取引する。クレストウッド上院議員は大統領選への出馬を表明する集会を開き、反中国的な姿勢で観衆の支持を集める。リーは長引く頭部外傷を癒すためにアヘンチンキを使用し、中毒になる。ペネロペは工場の労働者を守るためにホップ・ウェイを雇おうとするが、ア・サームは断る。ビルとリーは、殺人犯を見つけるため、ア・トイのビジネス・パートナー、パターソンの財務記録を調べる。マイ・リンは元ピンカートン探偵社のクライド・ニコルズを雇い、バックリー副市長を偵察する。スイ・シンのメンバーがロン・ジーのテリトリーでアヘンを売買しているところを捕まり、彼らのリーダーに会うためにリー・ヨンとジンが派遣される。ペネロペの工場がアヘンの倉庫として使えるとわかったア・サームとヤング・ジュンは、工場警備の依頼を受けることにする。ワン・チャオは白人の娼婦との間に娘をもうけていたことが明らかになる。 |               |                                                                     |                        |                                                        |                |                       |
| 13 | 3             | "非情の流儀" "Not How We Do Business"                               | David Petrarca         | ブラッド・ケイン                                       | 2020年10月16日 | 0.048                 |
| 市長は、ペネロペがホップ・ウェイを雇うのを止めないなら、市との契約を解除すると脅す。パターソンはア・トイに、二人のパートナーシップに不安を感じていることを伝える。マイ・リンはジンと対峙し、ロン・ジーのビジネスを邪魔しないようにと告げ、注意を促す。気まずい雰囲気の中、ビルはファン・ハイの仕事を考え直し、ジンに借金を返すのはもう終わりだと告げる。裕福な未亡人のネリー・ダヴェンポートは、若い中国人女性の性産業における搾取をなくすために、ペネロペや市長を含む社会的・政治的エリートを招いた夕食会を開く。ファーザー・ジュンが中国から新兵を呼び寄せ、ヤング・ジュンとア・サームは落胆するが、新入りの一人、ホンはその戦闘能力で彼らの興味を引き付ける。ワン・チャオはマイ・リンにジンとの争いに介入するよう依頼し、マイ・リンが拒否するとリー・ヨンと策をめぐらせる。ビルの家がファン・ハイによって襲撃される。 |               |                                                                     |                        |                                                        |                |                       |
| 14 | 4             | "流血の反撃" "If You Don't See Blood, You Didn't Come to Play"      | Loni Peristere         | Evan Endicott & Josh Stoddard                          | 2020年10月23日 | 0.078                 |
| 襲撃の後、ルーシーと子供たちはビルの元を去り、ビルはリーにファン・ハイとの関わりを告白する。警察がファン・ハイ本部に強制捜索しようとする中、ワン・チャオはジンにア・トイによる殺人の罪を着せる計画をビルに伝え、捜索を延期するようビルを説得する。バックリー副市長はブレイク市長に反中国の姿勢を強めるよう促し、警察官の家族が襲撃されたことで中国人に甘い態度を取ることはできなくなったと主張する。ネリーはア・トイの娼館を訪れ、出て行くことを選んだ娼婦の一人を解放する。市長とペネロペは、政治と中国人労働者とのそれぞれの関わりを巡って口論になる。ペネロペは市長に、法的な影響を受けることなく市の契約を撤回することはできないと警告する。工場を警備している間、ア・サームとリアリーはアメリカにおけるそれぞれの民族の立場について短いながらも激論を交わす。マーサー姉妹は、ペネロペが貧しいアイルランド人を犠牲にして中国人の労働力を利用したことを巡って口論になる。姉に腹を立てたソフィはリアリーが一家の工場を爆破することに協力し、ワン・チャオはジンに殺人の濡れ衣を着せようとア・トイに彼女の剣を渡させる。 |               |                                                                     |                        |                                                        |                |                       |
| 15 | 5             | "奇襲作戦" "Not for a Drink, a F*ck, or a G**damn Prayer"           | Loni Peristere         | Evan Endicott & Josh Stoddard                          | 2020年10月30日 | 0.093                 |
| ペネロペは父の工場の跡地を調べ、ホップ・ウェイが保管していたアヘンを発見する。ア・トイはネリーのワイナリーを訪れ、元娼婦たちの穏やかで幸せそうな様子に目を見張る。その後、ア・トイとネリーは話し合い、熱いキスを交わす。ブレイク市長はマーサーの工場を訪れ、ペネロペに市との契約における法的義務を思い出させる。ワン・チャオはジンに武器を届け、リー・ヨンはファン・ハイの本部に潜入する。ジンはチャオの陰謀を疑い、彼を殴って口を割らせようとするが、サンフランシスコ警察が襲撃を開始したため中断される。リー・ヨンとジンは短い戦いを繰り広げ、リー・ヨンは逃げ出し、ア・トイの剣を使ったジンは殺人に関与している剣士であると警察に印象付けられる。チャオは娘を母親から引き離し、ネリーに預ける。バーバリー・コーストを訪れたマイ・リンは、自分の死を命じたことをア・サームに詫びようとするが、彼は拒絶し、彼女を殺すつもりはないがロン・ジーを粉砕すると告げる。アヘン倉庫が破壊されたため、ア・サームはロザリータの申し出を受け、ルーカー・ミルで戦い、ヤング・ジュンとの事業の失敗による損失を取り戻そうとする。 |               |                                                                     |                        |                                                        |                |                       |
| 16 | 6             | "勝利の代償" "To a Man with a Hammer, Everything Looks Like a Nail" | ダスティン・ヌエン     | ジョナサン・トロッパー ＆ ブラッド・ケイン             | 2020年11月6日  | 0.083                 |
| ロザリータ、ア・サーム、ヤング・ジュン、ホンの4人は、格闘大会の主催者であるイライジャ・ルーカーが所有する国境の町ルーカー・ミルに向かう。ホップ・ウェイの3人が宿舎でくつろいでいると、ア・サームは最高峰の懸賞ボクサーであるドルフ・ジャガーに出会い、初戦をあっさり勝利してしまう。大会2日目、ドルフは連勝を続け、ア・サームと対戦するが、ア・サームはキック一発で倒し、優勝を果たす。ア・サームとロザリータは次第に惹かれあい、関係を持つ。ア・サームの腕に感心したルーカーは、ロザリータとア・サームを昼食に誘い、ア・サームにルーカーの工場に滞在して部下を訓練してほしいと頼む。ア・サームはそれを断ると、ロザリータは自分の過去を語り、いかにルーカーが彼女の父親を殺し、家族の土地を奪ったかを説明する。ルーカーを銃で殺したロザリータとホップ・ウェイの3人組は逮捕され、裁判のためにサクラメントに移送される。しかし、ルーカーの妻マリソルが彼らの通行を妨害し、自分はロザリータの妹で、自分たちが父親の土地を取り戻したことを明かし、彼らを釈放する。ロザリータがア・サームに一緒にいてほしいと懇願していると、ルーカーのボディガードであるスミッツがやってきてロザリータを撃ち、ア・サームの腕の中で死んでしまう。チャイナタウンに戻った3人は、待ち構えていたファーザー・ジュンとホップ・ウェイのメンバーと直面する。 |               |                                                                     |                        |                                                        |                |                       |
| 17 | 7             | "仁義なきサバイバル" "If You Wait by the River Long Enough"         | Omar Madha             | Kenneth Lin                                            | 2020年11月13日 | 0.047                 |
| ヤング・ジュンとア・サームはホップ・ウェイのメンバーを説得し、ヤング・ジュンを新しいリーダーとして受け入れさせ、ファーザー・ジュンを引退に追い込む。ア・トイはネリーに自分の持っている土地のことを話し、ネリーは彼女に託すことを提案する。ジンは絞首刑に処されることになり、残ったファン・ハイのメンバーは後継者争いをする。ネリーからの情報で、ア・トイとライは、虐待されている中国人性労働者を解放するため、地下の売春宿に踏み込む。翌日、ア・トイは彼女らをソノマに移送し、ライとともにネリーに預ける。マイ・リンの情報提供者ニコルズは、バックリー副市長の情報を提供する。パターソンはア・トイの土地の支配を維持するため、外部に助けを求める。メリーウェザーと裕福な実業家たちは、中国人労働者を使わないことによる影響をブレイク市長に突き付け、彼の将来の政治的展望を脅かす。酔った市長は家に帰り、ペネロペと口論になる。ペネロペの中国人の下男ジェイコブは、ペネロペの首を絞めようとした市長を殺害してしまう。 |               |                                                                     |                        |                                                        |                |                       |
| 18 | 8             | "一斉捜索" "All Enemies, Foreign and Domestic"                      | Omar Madha             | Kenneth Lin & Evan Endicott & Josh Stoddard            | 2020年11月20日 | 0.068                 |
| マイ・リンを刺激して条約を破棄させようと考えたア・サームとヤング・ジュンは、ファン・ハイの残りのメンバーを始末し、ファン・ハイ本部にホップ・ウェイのカラーの旗を掲げる。フラナガン署長は呆然とするペネロペに誰が夫を殺したのか問いただし、ソフィはジェイコブだと告白する。市長代理となったバックリーはチャイナタウンに夜間外出禁止令を出し、市を挙げてジェイコブの捜索を行う。リーはビルがジンにでっち上げの証拠を仕掛けたと非難し、ビルと対立する。マイ・リンはジェイコブを見つける代わりに、ホップ・ウェイをチャイナタウンから追い出す手助けをバックリーに依頼する。娼館に一人でいたア・トイは、パターソンに雇われた刺客に襲われる。重傷を負いながらも勝利したア・トイは、パターソンの家を訪れ、彼女の土地に対するすべての権利を放棄するよう彼に迫る。ワン・チャオは自分の店に隠れているジェイコブを発見する。 |               |                                                                     |                        |                                                        |                |                       |
| 19 | 9             | "燃えよドラゴン" "Enter the Dragon"                                 | Dennie Gordon          | ジョナサン・トロッパー & Evan Endicott & Josh Stoddard | 2020年11月27日 | 0.065                 |
| ワン・チャオはマイ・リンから圧力を受け、ジェイコブの居場所を彼女に教える。マイ・リンがバックリーに知らせたことで、警察はジェイコブを見つけ、逮捕する。連行途中、アイルランド人の暴徒が警察を殴り倒し、ジェイコブをリンチする。ソフィはリンチを止めようとするが、倒されてしまう。マイ・リンとチャオがア・トイの娼館に避難している間に、暴徒はチャイナタウンで暴れまわる。暴力の広がりを目の当たりにしたホップ・ウェイとロン・ジーは一時的に手を組み、チャイナタウンを破壊しようとする暴徒を止めるが、その中でもア・サームが際立っていた。リーとビルは、圧倒的な数の暴徒をよそに中国人を助ける。チャオとア・トイのボディーガードが娼館を守る中、マイ・リンがア・トイの怪我の手当てをする。洗濯屋で銃を持った男に殺されそうになったヤング・ジュンをファーザー・ジュンが助ける。サンフランシスコ警察が暴動鎮圧のために到着する一方、ソフィは姉にジェイコブの死を告げる。リアリーは死傷したアイルランド人を自分のバーに集め、ヤング・ジュン、ア・サーム、ホンはジェイコブの遺体を回収する。 |               |                                                                     |                        |                                                        |                |                       |
| 20 | 10            | "壁の英雄" "Man on the Wall"                                        | Dennie Gordon          | ジョナサン・トロッパー                                 | 2020年12月4日  | 0.080                 |
| チャイナタウンの住人たちはア・サームの大きな壁画を建物に描いて不朽の名声を与え、ア・トイは彼に潜在的な見通しを考えるよう勧める。リーはビルの説得にもかかわらず警察を辞め、数週間前に出会ったバーテンダー、アビゲイルと関係を持つようになる。マイ・リンはヤング・ジュンに会い、ア・サームが自分の弟であることを打ち明ける。唖然としたヤング・ジュンはア・サームに詰め寄り、二人の間に亀裂が走る。ア・サームの話を聞いたヤング・ジュンは、自分の置かれた状況を認め、彼を許すが、ア・サームがまだ姉に未練があるのではないかと疑念を持つ。ア・サームはリアリーのバーを訪れ、彼に戦いを挑む。両者一騎打ちの末、ア・サームはリアリーを倒し、アイルランド人にチャイナタウンに足を踏み入れないように警告する。ファーザー・ジュンはサンフランシスコを離れるが、ワン・チャオに留守中のヤング・ジュンを見守ってくれるよう頼む。ビルの妻ルーシーは暴動を聞いて夫を心配して家に戻り、二人は和解する。ジェイコブの死とバックリーの策略に怒ったペネロペは、何としても彼の汚職を暴くと誓うも、バックリーはペネロペに自分を刺した罪を着せて精神病院へ入院させる。その後、マイ・リンはバックリーが南部連合軍に所属しているときの写真を持ってバックリーを脅迫する。バックリーは彼女の願いを聞き入れ、市議会にホップ・ウェイの営業停止を計画させる。その最中にリアリーが現れ、アイルランド労働者代表としての立場を表明する。別の場所では、ジンが脱獄を計画していた。 |               |                                                                     |                        |                                                        |                |                       |

### シーズン 3 (2023)
| 通算 話数 | シーズン 話数 | タイトル                                                                         | 監督               | 脚本                                                                                  | 公開日        |
| --------- | ------------- | -------------------------------------------------------------------------------- | ------------------ | ------------------------------------------------------------------------------------- | ------------- |
| 21        | 1             | "見栄を張ってる場合か？" "Exactly the Wrong Time to Get Proud"                   | Nima Nourizadeh    | ジョナサン・トロッパー                                                                | 2023年6月29日 |
| 22        | 2             | "追い詰められて" "Anything Short of a Blow to the Head"                          | ダスティン・ヌエン | ブラッド・ケイン                                                                      | 2023年6月29日 |
| 23        | 3             | "遊んでる暇はない" "No Time for F*ckin' Chemistry"                               | ダスティン・ヌエン | Evan Endicott & Josh Stoddard                                                         | 2023年6月29日 |
| 24        | 4             | "永遠を夢見る者はいない" "In Chinatown, No One Thinks About Forever"             | Dinh Thai          | Francisca X. Hu                                                                       | 2023年7月6日  |
| 25        | 5             | "ウイスキーと女を 詳しい話は後だ" "Whiskey and Sticky and All the Rest Can Wait" | Dinh Thai          | Lillian Yu                                                                            | 2023年7月13日 |
| 26        | 6             | "軟弱者に用はない" "A Soft Heart Won't Do You no Favors"                         | ブレット・チャン   | Evan Endicott & Josh Stoddard                                                         | 2023年7月20日 |
| 27        | 7             | "ゆがんだ世界の処世術" "Gotta Be Crooked to Get Along in a Crooked World"        | Dennie Gordon      | Glenise Mullins                                                                       | 2023年7月27日 |
| 28        | 8             | "敗北の影" "You Know When You're Losing a Fight"                                 | Dennie Gordon      | フーン・リー                                                                          | 2023年8月3日  |
| 29        | 9             | "死という家に帰る" "All of Death is Going Home"                                  | Loni Peristere     | ブラッド・ケイン                                                                      | 2023年8月10日 |
| 30        | 10            | "チャンス" "A Window of F*cking Opportunity"                                     | Loni Peristere     | 脚本 : Evan Endicott & Josh Stoddard & Danielle DiPaolo 原案 : ジョナサン・トロッパー | 2023年8月17日 |

## 制作
1971年、ブルース・リーはアメリカの西部開拓時代の武術家を描く『ア・サーム』というタイトルのテレビシリーズの構想を練った。 しかし、リーはこのシリーズをワーナー・ブラザーズとパラマウントに売り込むのに苦労した。 ブルース・リーの妻であるリンダ・リー・キャドウェルによると、ワーナー・ブラザーズはリーの構想を改め、デヴィッド・キャラダイン主演の『燃えよ! カンフー』（原題：Kung Fu）にタイトルを変えたという。 ワーナー・ブラザースは、脚本家兼プロデューサーのエド・スピールマンとハワード・フリードランダーが作った同様のコンセプトで計画をすでに始めていたと述べ、それは後にフレッド・ワイントラウブの回顧録と、 マシュー・E・ポリーの権威ある伝記によって確認された。 これらの資料によると、ブルース・リーが主役に起用されなかったのは、彼の民族性もあるが、それ以上に彼の訛りが原因であったという。
2015年、パーフェクト・ストーム・エンターテインメントとブルース・リーの娘であるシャノン・リーが、同シリーズの制作とCinemaxでの放映、そして映画監督のジャスティン・リンがリーと共同プロデューサーを務めることを発表した。 2017年10月22日、南アフリカのケープタウン・フィルム・スタジオで制作が開始された。シーズン1では10話を収録し、2019年4月5日に初放送された。
格闘シーンの振り付けは、メイン・スタント・コーディネーターのブレット・チャンと、 アシスタント・スタント・コーディネーターのジョニー・ヤンとJason Ngが手掛けた。 チャンとヤンは共にHitz Internationalのスタントチームに所属しており、Nomad StuntsとTitan Stuntsもこのシリーズの振り付けを担当している。
2019年4月24日、Cinemaxはシーズン2の制作を発表した。 この作品は、Cinemaxがオリジナル番組の制作を中止する前の最後のオリジナルシリーズとなった。 2021年1月、HBO Maxで両シリーズの配信が開始された。Cinemaxのキャンセルによりシリーズの更新が不透明なため、ファンはシーズン3の制作を求める嘆願書を作成した。 2021年4月の時点で、嘆願書には68,000人以上の署名が寄せられた。
2021年4月14日、シリーズのシーズン3の更新が決定し、HBO Maxに正式に移行することが発表された。 シーズン3の制作は2022年7月18日にケープタウンで始まり、2022年10月末に終了した。シーズン3は2023年6月29日に初放送された。2023年12月、同シリーズは3シーズンで打ち切りとなった。

## 評価
映画批評サイトのRotten Tomatoesでは、24件のレビューに基づくシーズン1の批評家支持率は79％、平均評価は7.6/10。Metacriticでは、8人の批評家による加重平均スコアが100点満点中68点で、「概ね好評」であることを示している。 ローリング・ストーン誌は、ウォリアーを2019年のベストテレビ番組のひとつに選んだ。
シーズン2は、6件のレビューに基づくRotten Tomatoesでの批評家支持率が100％で、平均評価は9/10。 シーズン3は、8件のレビューに基づくRotten Tomatoesでの批評家支持率が100％で、平均評価は8.5/10。
2021年4月16日現在、ウォリアーはHBO Maxで最も視聴されたシリーズトップ15にランクインしている。

### 受賞とノミネート
ウォリアーは、第1回クリティクス・チョイス・スーパー・アワードで2部門にノミネートされた。
| 年   | Association                                     | 部門                                                         | 対象 | 結果       | 参照   |
| ---- | ----------------------------------------------- | ------------------------------------------------------------ | --- | ---------- | ------ |
| 2019 | プライムタイム・エミー賞                        | メインタイトルデザイン賞                                     | John Likens, Wesley Ebelhar, and Arisu Kashiwagi                                                            | ノミネート | [ 60 ] |
| 2020 | Young Entertainer Awards                        | Best Guest Starring Actress - Television Series              | Nicole Law                                                                                                  | ノミネート | [ 61 ] |
| 2021 | 第1回クリティクス・チョイス・スーパー・アワード | アクションシリーズ賞                                         | ウォリアー                                                                                                  | ノミネート | [ 62 ] |
| 2021 | 第1回クリティクス・チョイス・スーパー・アワード | アクションシリーズ主演男優賞                                 | アンドリュー・小路                                                                                          | ノミネート | [ 62 ] |
| 2021 | Visual Effects Society Awards                   | Outstanding Supporting Visual Effects in a Photoreal Episode | Jonathan Alenskas, Leah Orsini, Nate Overstrom, David Eschrich (for "Learn to Endure, or Hire a Bodyguard") | ノミネート | [ 63 ] |
| 2021 | クリエイティブ・アーツ・エミー賞                | Outstanding Stunt Coordination                               | Brett Chan                                                                                                  | ノミネート | [ 64 ] |

## 歴史的参照
- ア・トイは、中国系アメリカ人のマダム、Ah Toyをモデルにしている。[65]
- ディラン・リアリーは、カリフォルニアの労働運動のリーダー、Denis Kearneyをモデルにしている。[66]
- ネリー・ダベンポートは、性奴隷廃止論者 Donaldina Cameronをモデルにしている。[67]
- バックリー副市長は、19世紀末から20世紀初頭のサンフランシスコの政治的ボス、クリストファー・A・バックリーをモデルにしている。
- 第1話では、チャイナタウン対策本部のメンバー候補として、ストーンとケラーの2人の警察官の名前が挙がっているが、マイク・ストーン警部補とスティーブ・ケラー警部補は、警察ドラマシリーズ『The Streets of San Francisco』の最初の4シーズンで主役を演じた人物である。
- シーズン2での暴動は、実際に1877年にサンフランシスコで起こった暴動（San Francisco riot of 1877）と、[68] 1871年に起こった中国人虐殺事件（the Chinese massacre of 1871）をほぼベースにしており、[69] どちらもカリフォルニアにおける歴史的な反中国人暴力（anti-Chinese violence in California）の一環である。